# Gavarnia
Gavarnia, allà hi ha un circ muntanyós amb aquest nom (en francès Gavarnie, de: 'Gave' n. m. XIVe siècle. Emprunté de l'ancien gascon gabe, gave. aux torrents, aux cours d'eau descendant des montagnes, dans le Béarn et la Bigorre. Le gave de Pau. Le gave d'Oloron. -Académie française) és un municipi francès, situat al departament dels Alts Pirineus, a la regió d'Occitània.

## Demografia
| 1962                                       | 1968 | 1975 | 1982 | 1990 | 1999 | 2007 |
| ------------------------------------------ | ---- | ---- | ---- | ---- | ---- | ---- |
| 121                                        | 167  | 162  | 169  | 177  | 164  | 155  |
| Des de 1962: població sense dobles comptes |      |      |      |      |      |      |

## Administració
| Període | Identitat         | Partit |
| ------- | ----------------- | ------ |
| 2001-   | Christian Bruzaud |        |